# Le Tartre-Gaudran
Le Tartre-Gaudran is een gemeente in het Franse departement Yvelines (regio Île-de-France) en telt 31 inwoners (2009). De plaats maakt deel uit van het arrondissement Mantes-la-Jolie.

## Geografie
De oppervlakte van Le Tartre-Gaudran bedraagt 4,5 km², de bevolkingsdichtheid is dus 6,9 inwoners per km².
De onderstaande kaart toont de ligging van Le Tartre-Gaudran met de belangrijkste infrastructuur en aangrenzende gemeenten.

## Demografie
Onderstaande figuur toont het verloop van het inwonertal (bron: INSEE-tellingen).